# Уилям Хоруд
Уилям Хоруд (на английски: William Horwood, произнася се Хорууд, роден 12 май 1944 г.) е английски романист.
Първият му роман „Гората Дънктън“ (Duncton Wood) – алегорична история за общество на къртици, е публикуван през 1980 г., когато Хоруд е на 36-годишна възраст. Той е последван от 2 романа, сформиращи „Хрониките Дънктън“. След тях е издадена и 3-та трилогия – „Книгата на тишината“. Писателят създава още 2 самостоятелни романа, вплитащи в себе си човешка история (Callanish) и история за орли (The Stonor Eagles), както и дилогията „Вълците на времето“ (The Wolves of Time).
Романът му от 1987 г. „Скалагриг“ (Skallagrigg), разказващ за недъгавост, любов и вярност, е адаптиран във филм на BBC през 1994 г.
В допълнение Уилям Хоруд пише няколко разказа, свързани с класическата творба на Кенет Греъм „Шумът на върбите“ (The Wind in the Willows)
„Момче без обувки“ (Boy with No Shoes), публикуван през август 2004, е художествен мемоар, впускащ се в изследване на вълнуващи тематики от детството в Кент.

## Творби

### Хрониките Дънктън
1. Duncton Wood (1980)
2. Duncton Quest (1988)
3. Duncton Found (1989)

### Книгата на тишината
1. Duncton Tales (1991)
2. Duncton Rising (1993)
3. Duncton Stone (1993)

### Вълците на времето
1. Journeys to the Heartland (1995)
2. Seekers at the Wulfrock (1997)

### Приказки за върбите
- The Willows in Winter (1993)
- Toad Triumphant (1995)
- The Willows and Beyond (1996)
- The Willows at Christmas (1999)

### Отделни романи
- The Stonor Eagles (1982)
- Callanish (1984)
- Skallagrigg (1987)
- The Boy With No Shoes (2004)
- Dark Hearts of Chicago (2007) заедно с Хелен Рапапорт

### Бъдещи проекти
Уилям Хоруд работи по тетралогията „Hyddenworld“, която ще е състои от книги, кръстени на четирите сезона:
1. Hyddenworld – Spring
2. Hyddenworld – Summer
3. Hyddenworld – Autumn
4. Hyddenworld – Winter